# Bahnstrecke Karlberg/Tomteboda–Värtan
| Värtabanan am Norra Djurgården |                                       |                                                                |                                                                |
| Streckennummer: | 27                                    |                                                                |                                                                |
| Streckenlänge: | 6,120 km                              |                                                                |                                                                |
| Spurweite: | 1435 mm (Normalspur)                  |                                                                |                                                                |
| Stromsystem: | 15 kV 16 2/3 Hz ~                     |                                                                |                                                                |
| Streckengeschwindigkeit: | Bandel 405 (Tomteboda)–Värtan 40 km/h |                                                                |                                                                |
| |                                       |                                                                |                                                                |
| \| \| \| Hagalund und Betriebswerk Hagalund \| \| \| \| \| Bahnstrecke Stockholm–Örebro von Västerås \| \| \| \| 0,000 \| Tomteboda \| Tomteboda \| \| \| \| \| \| \| \| \| Bahnstrecke Stockholm–Sundsvall von Sundsvall \| \| \| \| \| \| \| \| \| 1,211 \| Stockholm Norra \| Stockholm Norra \| \| \| \| Norra Stations-tunneln (731 m) \| \| \| \| 1,8 \| Norrtull ehemals oberirdisch \| Norrtull ehemals oberirdisch \| \| \| \| Norra Stations-tunneln \| \| \| \| 2,3 \| Stallmästaregården (bis 1893) \| Stallmästaregården (bis 1893) \| \| \| 2,393 \| Ruddamstunneln (307 m) \| Ruddamstunneln (307 m) \| \| \| 2,5 \| Albano (Pers.-Halt bis 1913, Ladestelle bis 1969, oberirdisch) \| Albano (Pers.-Halt bis 1913, Ladestelle bis 1969, oberirdisch) \| \| \| \| nach Stockholm Ö (Roslagsbanan, bis 1996) \| \| \| \| \| Roslagsbanan \| \| \| \| 3,5 \| Ugglevikskällan (1882–1903) \| Ugglevikskällan (1882–1903) \| \| \| 4 \| Skuggan (auch „Kattrumpedalen“, bis 1913) \| Skuggan (auch „Kattrumpedalen“, bis 1913) \| \| \| 4,794 \| Värtan \| Värtan \| \| \| 5 \| Värtans hållplats (bis 1910) \| Värtans hållplats (bis 1910) \| \| \| \| Husarviken / Värtagasverket \| \| \| \| \| Tunnelbanan Linie T13 (seit 1967) \| \| \| \| \| \| \| \| \| \| Husarviken / Lidingöbanan \| \| \| \| \| Eisenbahnfähre nach Åbo (eingestellt Ende 2011) \| \| \| \| 5,5 \| Värtans station \| Värtans station \| \| \| \| Freihafen / Containerhafen \| \| \| \| \| Ölhafen Loudden (1975 stillgelegt) \| \| \| \| \| \| \| \| Quellen: [2] \| \| \| \| |                                       |                                                                |                                                                |
| Strecke |                                       | Hagalund und Betriebswerk Hagalund                             | Hagalund und Betriebswerk Hagalund                             |
| Abzweig geradeaus und von rechts |                                       | Bahnstrecke Stockholm–Örebro von Västerås                      | Bahnstrecke Stockholm–Örebro von Västerås                      |
| Dienststation / Betriebs- oder Güterbahnhof | 0,000                                 | Tomteboda                                                      | Tomteboda                                                      |
| Strecke von links · Abzweig geradeaus und nach rechts |                                       |                                                                |                                                                |
| Abzweig quer, nach rechts und von rechts · Kreuzung geradeaus unten |                                       | Bahnstrecke Stockholm–Sundsvall von Sundsvall                  | Bahnstrecke Stockholm–Sundsvall von Sundsvall                  |
| Strecke nach links · Abzweig geradeaus und von rechts |                                       |                                                                |                                                                |
| Dienststation / Betriebs- oder Güterbahnhof | 1,211                                 | Stockholm Norra                                                | Stockholm Norra                                                |
| Tunnelanfang |                                       | Norra Stations-tunneln (731 m)                                 | Norra Stations-tunneln (731 m)                                 |
| ehemaliger Haltepunkt / Haltestelle | 1,8                                   | Norrtull ehemals oberirdisch                                   | Norrtull ehemals oberirdisch                                   |
| Tunnelende |                                       | Norra Stations-tunneln                                         | Norra Stations-tunneln                                         |
| ehemaliger Haltepunkt / Haltestelle | 2,3                                   | Stallmästaregården (bis 1893)                                  | Stallmästaregården (bis 1893)                                  |
| Tunnel | 2,393                                 | Ruddamstunneln (307 m)                                         | Ruddamstunneln (307 m)                                         |
| ehemalige Blockstelle | 2,5                                   | Albano (Pers.-Halt bis 1913, Ladestelle bis 1969, oberirdisch) | Albano (Pers.-Halt bis 1913, Ladestelle bis 1969, oberirdisch) |
| Abzweig geradeaus und ehemals nach rechts |                                       | nach Stockholm Ö (Roslagsbanan, bis 1996)                      | nach Stockholm Ö (Roslagsbanan, bis 1996)                      |
| Kreuzung geradeaus unten |                                       | Roslagsbanan                                                   | Roslagsbanan                                                   |
| ehemaliger Haltepunkt / Haltestelle | 3,5                                   | Ugglevikskällan (1882–1903)                                    | Ugglevikskällan (1882–1903)                                    |
| ehemaliger Haltepunkt / Haltestelle | 4                                     | Skuggan (auch „Kattrumpedalen“, bis 1913)                      | Skuggan (auch „Kattrumpedalen“, bis 1913)                      |
| Dienststation / Betriebs- oder Güterbahnhof | 4,794                                 | Värtan                                                         | Värtan                                                         |
| ehemaliger Haltepunkt / Haltestelle | 5                                     | Värtans hållplats (bis 1910)                                   | Värtans hållplats (bis 1910)                                   |
| Abzweig geradeaus und ehemals von links |                                       | Husarviken / Värtagasverket                                    | Husarviken / Värtagasverket                                    |
| Kreuzung mit U-Bahn geradeaus unten |                                       | Tunnelbanan Linie T13 (seit 1967)                              | Tunnelbanan Linie T13 (seit 1967)                              |
| Abzweig geradeaus und ehemals nach links · Strecke von rechts (außer Betrieb) |                                       |                                                                |                                                                |
| Strecke · Abzweig geradeaus und nach links (Strecke außer Betrieb) |                                       | Husarviken / Lidingöbanan                                      | Husarviken / Lidingöbanan                                      |
| Strecke · Eisenbahnfähre (Strecke außer Betrieb) |                                       | Eisenbahnfähre nach Åbo (eingestellt Ende 2011)                | Eisenbahnfähre nach Åbo (eingestellt Ende 2011)                |
| ehemaliger Bahnhof | 5,5                                   | Värtans station                                                | Värtans station                                                |
| Abzweig ehemals geradeaus und nach links |                                       | Freihafen / Containerhafen                                     | Freihafen / Containerhafen                                     |
| Strecke (außer Betrieb) |                                       | Ölhafen Loudden (1975 stillgelegt)                             | Ölhafen Loudden (1975 stillgelegt)                             |
| |                                       |                                                                |                                                                |
| Quellen: |                                       |                                                                |                                                                |

Die Bahnstrecke Karlberg/Tomteboda–Värtan (schwedisch Värtabanan) ist eine normalspurige elektrifizierte Bahnstrecke zwischen dem Hafen Värtan und den Bahnhöfen Karlberg und Tomteboda in Schweden. Die Strecke verläuft im Stadtgebiet von Stockholm.

## Geschichte
Statens Järnvägar (SJ) eröffnete am 15. Mai 1882 die Bahnstrecke zwischen Karlberg und Värtan für den Gesamtverkehr sowie den Abschnitt zwischen Tomteboda und Norrtull, dem heutigen Bahnhof Stockholm Norra, für den Güterverkehr. Vier Jahre später wurde die Strecke um die Verbindung von Albano nach Stockholms östra erweitert. Damit wurde das Streckennetz von Stockholm–Roslagens Järnvägar mit dem übrigen schwedischen Netz verbunden. Dieser Abschnitt wurde am 1. Juni 1969 offiziell stillgelegt.
Die Elektrifizierung des sechs Kilometer langen Teilstücks Tomteboda – Värtan erfolgte 9. Juni 1905 als Einphasenwechselstrom-Versuchsbetrieb mit Spannungen zwischen 5.000 und 22.000 Volt und einer Frequenz von 25 Hertz unter der Leitung von Robert Dahlander. Hierfür stellten die deutschen Siemens-Schuckert-Werke und die Westinghouse Electric, letztere in Kooperation mit den US-amerikanischen Baldwin Locomotive Works, je eine Elektrolokomotive, die AEG die elektrische Ausrüstung für je zwei „Motorwagen“ und Beiwagen bei. Die Versuche waren Teil einer Machbarkeitsstudie für die Elektrifizierung des Schienennetzes der SJ. Detaillierte Untersuchungen aller Komponenten der Fahrzeuge und der Energieversorgung sowie der Kosten führten zum Schluss, dass sich in naher Zukunft für den elektrischen Bahnbetrieb Einphasenwechselstrom durchsetzen werde. 1908 wurde der elektrische Betrieb wieder eingestellt. Die Inbetriebnahme der erneuten Elektrifizierung mit Einphasenwechselspannung 15 kV 16 ⅔ Hz erfolgte am 1. Juni 1939.

## Teilstilllegung und Ausbau
In Värtan Östra, einem Bahnhofsteil innerhalb des Bahnhofs Värtan (Bandel 405), sollen nach Kap. 6. Abschnitt 10 der Järnvägsmarknadsförordningen (2022:416) die Gleise 2ö, 3ö, 4ö, Vågspåret und 5ö sowie das kurze Gleis 1, Teile der Gleise 2, 3 und 4, die eine Verbindung zwischen dem westlichen und östlichen Teil des Rangierbahnhofs bilden, sowie Weichen, kürzere Gleisverbindungen und dazugehörende Prellböcke stillgelegt und entfernt werden. Die Entscheidung gilt ab dem Zeitpunkt, an dem Ersatzgleise auf dem westlichen Eisenbahnabschnitt vollständig fertiggestellt und Ersatzgleise in Lunda/Spånga fertiggestellt sind. Frist zur Erfüllung der Auflagen ist spätestens der 31. Dezember 2028. Die Stadt Stockholm möchte an der Stelle, an der sich die Gleise befinden, einen Boulevard mit einer Autostraße, einen Fuß- und Radweg sowie eine Straßenbahn bauen. Laut Trafikverket ruhen seit Sommer 2021 die Planungen.

## Personenverkehr
Mit der Eröffnung wurde der Personenverkehr nach Värtan aufgenommen. Diese Personenzüge wurden am 15. April 1913 eingestellt, lediglich Militärpersonal wurde bis 1918 von SJ befördert. Seither ist die Strecke eine reine Güterbahn.
Lediglich in der Mitte der 1980er Jahre wurde der Personenverkehr noch einmal aufgenommen, es verkehrten von Värtan aus für einige Jahre Autoreisezüge mit Reisezugwagen nach Norrland.
Das Hafengebiet und die Gleisanlagen bis zum Ufer des Lilla Värtan, der Lidingö von Stockholm trennt, wurde mehrmals erweitert. Es umfasst neben dem Värtahamnen den Freihafen sowie den Ölhafen Loudden und ein Container-Terminal.

## Fährverkehr
Im Värtahamnen legen seit 1966 Autofähren von Silja Line in Richtung Finnland ab. Eisenbahnfähren verkehrten von 1967 bis 1976 nach Nådendal und erneut ab 1989 nach Åbo. Die Eisenbahnfährlinie zwischen Åbo und Stockholm wurde zur Jahreswende 2011/12 eingestellt.

## Streckengeschwindigkeit
Die Höchstgeschwindigkeit auf der Strecke betrug lange Zeit nur noch 40 km/h. 2003 wurde die Strecke instand gesetzt und kann seither mit 70 km/h befahren werden. Zusätzlich wurde die automatische Zugbeeinflussung (ATC) installiert.
Im Zusammenhang mit den Bauarbeiten zum Norra länken wurde die Höchstgeschwindigkeit wieder auf 40 km/h herabgesetzt.
Nach dem Abschluss der Bauarbeiten an der Straßenverkehrsverbindung wurde die Bahnstrecke in einen 720 Meter langer Tunnel verlegt, der 2017 fertiggestellt sein sollte, jedoch erst am 13. August 2018 eingeweiht wurde. Auf dem frei gewordenen Gelände. das sich über 800 Meter zwischen Norrtull und westlich von Solnavägen erstreckt, werden Wohngebäude, Büros und Teile des Norra Stationsparken gebaut.